# Vișinești
Vișinești è un comune della Romania di 2 202 abitanti, ubicato nel distretto di Dâmbovița, nella regione storica della Muntenia.
Il comune è formato dall'unione di 4 villaggi: Dospinești, Sultanu, Urseiu, Vișinești.